# ماركا فنلندية
الماركا (الفنلندية: markka; السويدية: mark؛ العلامة: mk; رمز أيزو: FIM)، وتُعرف أيضًا باسم المارك الفنلندي، كانت عملة فنلندا من 1860 وحتى فبراير 2002، حتى توقف استعمالها كعملة قانونية. تقسم الماركا إلى 100 بنس (الفنلندية: penni، السويدية: penni)، والمختصرة بـ"p". عند نقطة التحويل، تحدد السعر عند 1 يورو = 5.94573 عضو الكنيست
استبدلت الماركا باليورو (€)، والذي قدم نقدًا في الأول من يناير/كانون الثاني 2002. وكان ذلك بعد فترة انتقالية دامت ثلاث سنوات، عندما كان اليورو هو العملة الرسمية، لكنه لم يكن موجوداً إلا كـ"عملة دفترية" خارج القاعدة النقدية. انتهت فترة التداول المزدوج، عندما كان كل من المارك واليورو يتمتعان بوضع العطاء القانوني، في 28 فبراير/شباط 2002.

## علم أصول الكلمات
كان اسم "ماركا" مستوحى من وحدة الوزن في العصور الوسطى. تتشابه كلمتا "markka" و"penni" مع الكلمات المستخدمة في ألمانيا للعملة السابقة لذلك البلد، استنادًا إلى نفس الجذور اللغوية مثل المارك الألماني وبفنغ.
على الرغم من أن كلمة "ماركا" تسبق العملة بعدة قرون، إلا أن العملة تأسست قبل تسميتها "ماركا". وقد أقيمت مسابقة لاختيار اسمها، ومن بين المشاركات الأخرى " sataikko " " (بمعنى "يحتوي على مائة جزء")، " omena " (تفاحة) و " suomo " (من " Suomi "، الاسم الفنلندي لفنلندا).
لا تستخدم اللغة الفنلندية صيغة الجمع عند الإشارة إلى ماركات متعددة، بل تستخدم صيغة المفرد الجزئي: "10 ماركا" و "10 بينيا" (الاسم المرفوع هو بيني). في اللغة السويدية، صيغ المفرد والجمع من "mark" و "penni" هي نفسها.

### الألقاب
عندما حل اليورو محل ماركا، mummonmarkka (
، والتي تختصر أحيانًا إلى mummo فقط) أصبح مصطلحًا عاميًا جديدًا للعملة القديمة. قد يكون استخدام "الماركا القديمة" في بعض الأحيان مضللاً، حيث يمكن استخدامه أيضًا للإشارة إلى الماركا قبل عام 1963. في لغة هلسنكي العامية، كان يُطلق على مجموع مائة مارك تقليديًا اسم " huge [ضخم] (من hundra السويدية "مائة"). بعد إصلاح عام 1963، استخدم هذا الاسم لماركة جديدة واحدة.

## التاريخ

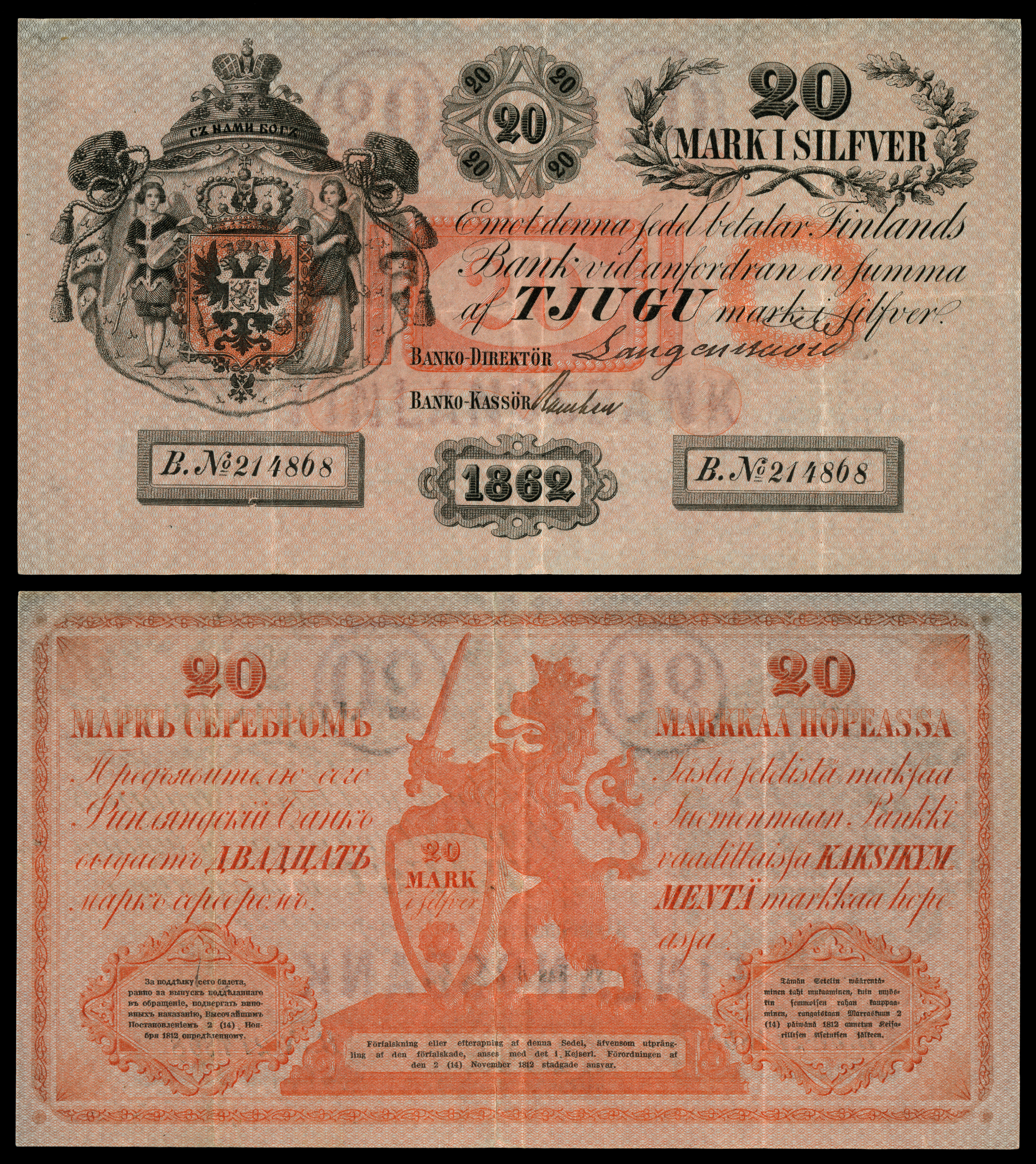
20 ورقة نقدية من فئة mk صدرت في عام 1862 لدوقية فنلندا الكبرى. يظهر على وجه الورقة النقدية شعار النبالة الفنلندي على شكل نسر روسي مزدوج الرأس، وقد توقعت شخصيًا من قبل مدير وأمين الصندوق في بنك فنلندا. النص الموجود على الوجه الأمامي باللغة السويدية، بينما النص الموجود على الوجه الخلفي موجود بشكل أساسي باللغتين الروسية والفنلندية.

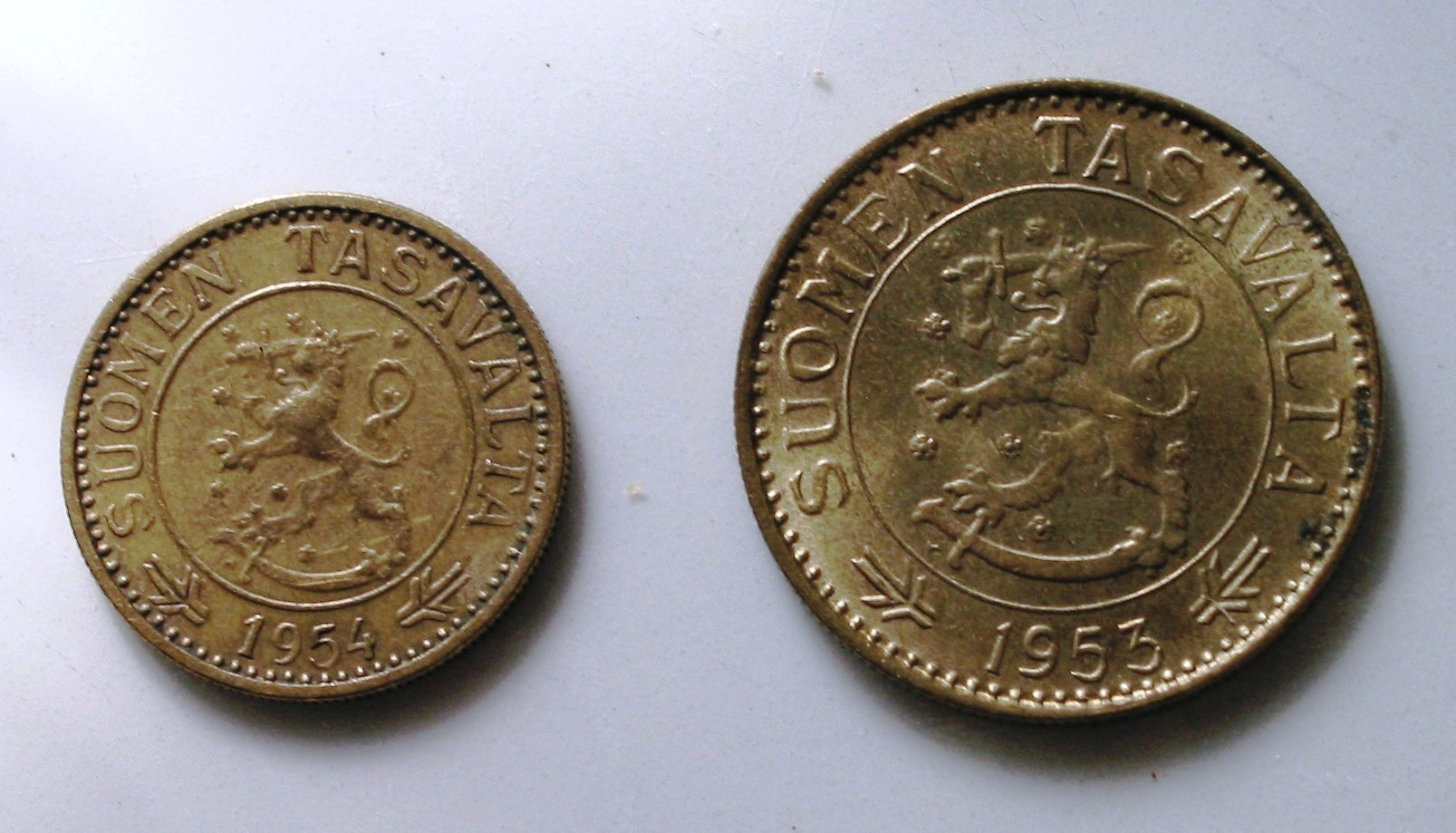
10 مارك (1954) و 50 مارك (1953)
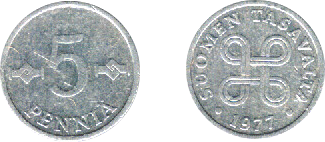
5 مربع حلقي (1977)
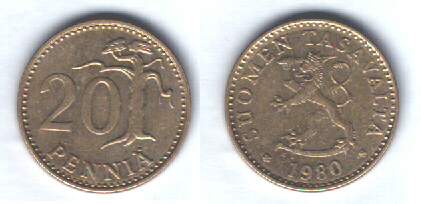
20 صفحة (1980)

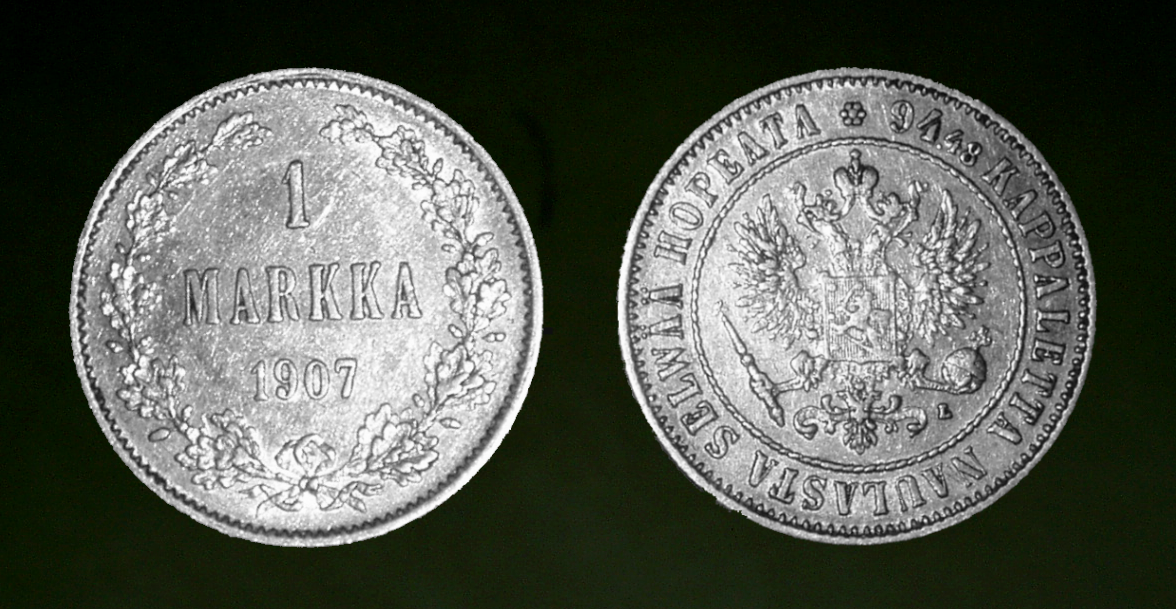
عملة ماركا فضية استخدمت في دوقية فنلندا الكبرى المستقلة من عام 1864 إلى عام 1915. ويظهر على وجه العملة (الموضح على اليمين) نسر روسيا ذي الرأسين، مع شعار النبالة الذي يظهر أسدًا في المركز.

خلال فترة وجودها كدوقية كبرى تحت الإمبراطورية الروسية، استخدمت فنلندا الروبل الروسي والريكسدالر لبلدها الأم السابق السويد كعملات متزامنة حتى إعادة تعريف العملة في عام 1840. وبعد ذلك استخدمت فنلندا الروبل الروسي كعملتها الوحيدة لمدة عقدين من الزمن.
قدمت الماركا في عام 1860 بواسطة بنك فنلندا، ليحل محل الروبل الروسي بمعدل أربعة ماركات مقابل روبل واحد.
يُطلق على السيناتور فابيان لانجينسكيولد لقب "أبو الماركا". في أواخر عام 1859، بناءً على مبادرة لانجينسكيولد، قدم مجلس الشيوخ الفنلندي اقتراحًا إلى الإمبراطور مفاده أن الأوراق النقدية للروبل الروسي لن تُستخدم بعد الآن بقيمتها الاسمية في فنلندا، ولكن بدلاً من ذلك بسعرها الحقيقي، والذي سيحدد في سوق الأوراق المالية في سانت بطرسبرغ. وكان السبب في ذلك هو عدم الاستقرار الناجم عن حرب القرم، والذي تسبب في توقف بنك فنلندا عن استبدال الأوراق النقدية الروبلية بالفضة. طلبت فنلندا من الإمبراطور الإذن بإصدار عملة خاصة بها، وحصلت على الإذن في 4 أبريل 1860، عندما وقع الإمبراطور ألكسندر الثاني ملك روسيا على الإعلان الرحيم من قبل جلالته الإمبراطورية بشأن عملة جديدة لدوقية فنلندا الكبرى. إدخلت الماركا حيز الاستخدام في عام 1860، ولكن قيمتها كانت مرتبطة بالروبل الروسي: حيث كان المارك الواحد يعادل ربع روبل، ولكن كانت هناك تكهنات في روسيا بأن حتى هذه القيمة كانت كبيرة جدًا بالنسبة للعملة الجديدة.
وقد أطلق على كل من فابيان لانجينسكيولد الذي تولى رئاسة مكتب المالية في مجلس الشيوخ الفنلندي من عام 1858 إلى عام 1863 وخليفته يوهان فيلهلم سنلمان لقب "أبو الماركا". إدخلت الماركا في الاستخدام في زمن لانجينسكيولد، لكن فصلها عن الروبل الروسي وقع على عاتق سنلمان. في عام 1862، حصل لانجينسكيولد على موافقة الإمبراطور على خطته لجعل عملات الماركا هي العطاء القانوني الوحيد لفنلندا ومنح بنك فنلندا الحق في قبول الأوراق النقدية بقيمتها الاسمية. وقع تنفيذ هذه الخطة على عاتق سنيلمان بعد وفاة لانجينسكيولد في صيف عام 1863.
كان قرضٌ ضروريًا لظهور الماركا، إذ لم يكن قبول الأوراق النقدية ممكنًا إلا بوجود ما يكفي من الفضة في خزنة بنك فنلندا. حصل البنك على هذا القرض من المصرفي النافذ كارل ماير فون روتشيلد. وكان هذا أول قرض تحصل عليه فنلندا من السوق المالية الغربية.
في عام 1865، فصلت الماركا عن الروبل وربطها بقيمة الفضة، لتصبح عملة مستقلة. من عام 1878 إلى عام 1915، اعتمدت فنلندا معيار الذهب للاتحاد النقدي اللاتيني.
في عام 1878، كان المارك مرتبطًا بمعيار الذهب، وكان 20 ماركًا يعادل 6.45 غرامًا من خليط يحتوي على 900 لكل ألف من الذهب الخالص. كانت قيمة المارك مساوية للفرنك الفرنسي والفرنك البلجيكي والفرنك السويسري والليرة الإيطالية (وفي وقت لاحق أيضًا مع الدول الأعضاء الأخرى في ما يسمى بالاتحاد النقدي اللاتيني). كان حجم ووزن ومحتوى الذهب في هذه العملات متساويًا بغض النظر عن البلد المصدر، ومن الناحية النظرية، كانت أيضًا عملة قانونية بغض النظر عن البلد المصدر، على الرغم من أن عملات الذهب من فئة 10 و20 ماركا سكت بكميات صغيرة جدًا مقارنة بالعملات الأوروبية الأخرى المقابلة بحيث لم ينتهي الأمر بأعداد كبيرة من هذه العملات في أوروبا الوسطى.
قبل الحرب العالمية الأولى، كانت العملات النقدية الرسمية في فنلندا هي ماركا الذهب، ولم يكن متداولًا منها إلا القليل. من ناحية أخرى، لم تكن الأوراق النقدية الصادرة عن بنك فنلندا عملة رسمية. هذا يعني أن الدائن كان عليه قبول العملات الذهبية الفنلندية كوسيلة دفع، ولكنه لم يكن ملزمًا بقبول الأوراق النقدية، مع إمكانية استبدالها بالعملات الذهبية. مع ذلك، عمليًا، كان الجميع يقبلون الدفع بالأوراق النقدية.
حتى الحرب العالمية الأولى، كانت قيمة المارك تتقلب بنسبة +23%/−16% من قيمتها الأولية، ولكن دون أي اتجاه. عانت الماركا من تضخم كبير (91٪) خلال الفترة 1914-1918. بعد حصولها على استقلالها في عام 1917، عادت فنلندا إلى معيار الذهب من عام 1926 إلى عام 1931. في حين ظلت الأسعار مستقرة حتى عام 1940، عانت الماركا من تضخم كبير (17٪ سنويًا في المتوسط) خلال الحرب العالمية الثانية ومرة أخرى في عامي 1956-1957 (11٪). في عام 1963، من أجل إعادة ضبط التضخم، إعيد تقييم الماركا واستبدالها بماركا جديدة تساوي 100 مارك قديم.
انضمت فنلندا إلى اتفاقية بريتون وودز في عام 1948. ثبتت قيمة الماركا مقابل الدولار عند 320 mk = 1 دولار أمريكي، والذي أصبح 3.20 دولارًا أمريكيًا جديدًا mk = 1 دولار أمريكي في عام 1963 وانخفضت قيمته إلى 4.20 mk = 1 دولار أمريكي في عام 1967. بعد انهيار اتفاقية بريتون وودز في عام 1971، أصبحت سلة العملات بمثابة المرجع الجديد. كان التضخم مرتفعًا (أكثر من 5٪) خلال الفترة 1971-1985. وفي بعض الأحيان، لجأوا إلى خفض قيمة العملة، بنسبة 60% إجمالاً بين عامي 1975 و1990، مما سمح للعملة بأن تتبع الدولار الأميركي الآخذ في الانخفاض عن كثب أكثر من المارك الألماني الآخذ في الارتفاع. وكثيراً ما أُلقي اللوم على صناعة الورق، التي كانت تعتمد في تعاملاتها بشكل رئيسي على الدولار الأميركي، في المطالبة بخفض قيمة العملة من أجل تعزيز صادراتها. وإزيلت العديد من الضوابط الاقتصادية، و تحرر السوق تدريجيا طوال الثمانينيات والتسعينيات.
كانت السياسة النقدية المسماة "سياسة الماركا القوية" (vahvan markan politiikka) سمة مميزة لثمانينيات وأوائل تسعينيات القرن العشرين. وكان المهندس الرئيسي لهذه السياسة هو الرئيس ماونو كويفيستو، الذي عارض تعويم العملة وخفض قيمتها. ونتيجة لذلك، كانت القيمة الاسمية للمارك مرتفعة للغاية، وفي عام 1990، كانت فنلندا أغلى دولة في العالم من حيث التكلفة وفقًا لتقرير منظمة التعاون الاقتصادي والتنمية حول تعادلات القوة الشرائية.
ولم يحافظوا على سياسة كويفيستو إلا لفترة وجيزة بعد انتخاب إيسكو آهو رئيساً للوزراء. في عام 1991، ربطت الماركا بسلة عملات اليورو، ولكن كان لا بد من إلغاء هذا الربط بعد شهرين مع خفض قيمة العملة بنسبة 12%. في عام 1992، ضربت فنلندا حالة من الركود الاقتصادي الشديد، وهو الكساد الذي شهدته فنلندا في أوائل التسعينيات. وقد حدث ذلك نتيجة عدة عوامل، كان أخطرها هو الاستدانة، حيث كان الازدهار الاقتصادي في ثمانينيات القرن العشرين يعتمد على الديون. كما انهار الاتحاد السوفييتي، مما أدى إلى نهاية التجارة الثنائية، وقطعت الروابط التجارية القائمة. كما عانت الأسواق الغربية، المصدر الأهم لإيرادات التصدير، من الكساد خلال نفس الفترة، ويرجع ذلك جزئياً إلى الحرب في الكويت. ونتيجة لذلك، وبناءً على آراء بعض المراقبين، تخلوا عن سعر الصرف الثابت الاصطناعي و أصبحت الماركا عائمة. وانخفضت قيمتها على الفور بنسبة 13% واقتربت الأسعار الاسمية المتضخمة من المستويات الألمانية. وفي المجمل، انخفضت قيمة الماركا بنسبة 40% نتيجة للركود. ونتيجة لذلك، واجه العديد من رجال الأعمال الذين اقترضوا أموالاً بالعملة الأجنبية ديوناً لا يمكن سدادها فجأة.
كان التضخم منخفضًا أثناء وجود الماركا المستقل كعملة عائمة (1992-1999): 1.3% سنويًا في المتوسط. إضيفت الماركا إلى نظام آلية سعر الصرف الأوروبية في عام 1996، ثم أصبحت جزءًا صغيرًا من اليورو في عام 1999، مع وصول الأموال المادية باليورو في وقت لاحق في عام 2002. وقد قيل إنه لو لم تنضم فنلندا إلى اليورو، فإن تقلبات السوق مثل فقاعة الإنترنت كانت ستنعكس في شكل تقلبات جامحة في سعر الماركا. كانت شركة نوكيا، التي كانت تُتداول سابقًا بالماركا، في عام 2000 الشركة الأوروبية التي تمتلك أعلى قيمة سوقية.

## العملات المعدنية

### الماركا الأولى

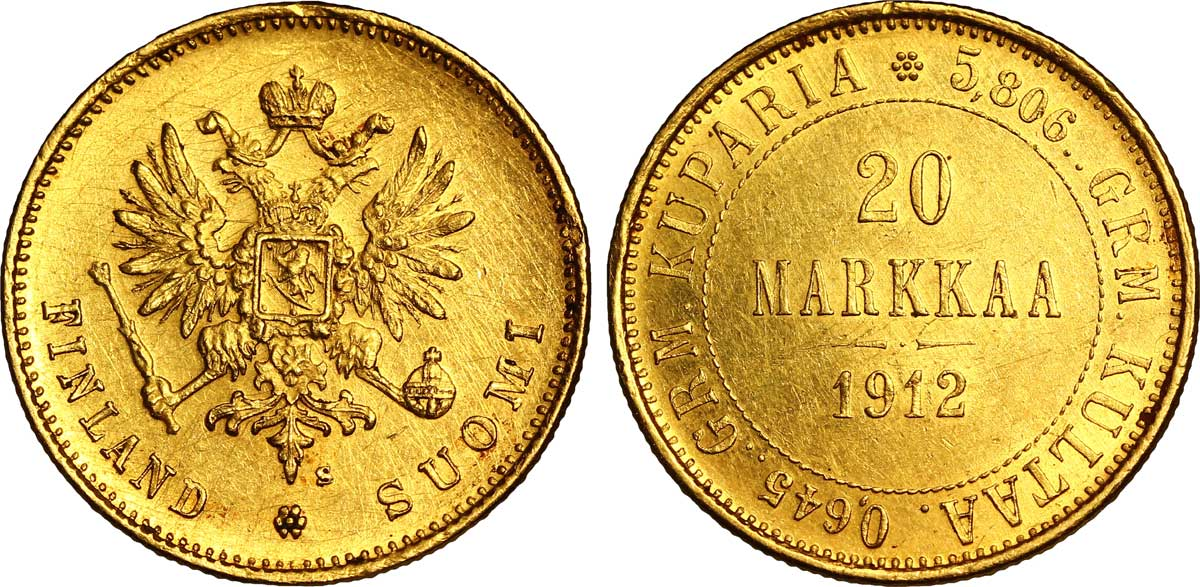
أ 20 عملة mk من عام 1912

عندما قدمت الماركا، سكت العملات المعدنية من النحاس (1 و5 و10 بنسات)، والفضة (25 بنسًا و50 بنسًا، و1 بنسات). mk و 2 mk) والذهب (10 mk و 20 م.ك). صممت العملات المعدنية الأولى للماركا على يد الفنان الروسي ألكسندر فادييف. نقشت أول طوابع عملات لعملات الماركا بواسطة نحات دار سك العملة الفنلندية ليا أهلبورن في عام 1863. بدأت دار سك العملة الفنلندية عملها مباشرة بعد اكتمال بناء مبانيها في كاتاجانوكا، هلسنكي في خريف عام1864 و سكت أول عملات ماركا فضية في 15 أكتوبر 1864.
عندما ربطت الماركا بالفضة في عام 1865، سكت عملات الماركا بقيمة "94.48 قطعة مقابل رطل من الفضة الصافية"، وهذا يعني أن رطل الفضة أعطى 94.48 عملة مارك. سكت العملات المعدنية "ذات القيمة الكاملة" من فئة 1 و 2 مارك من خليط يحتوي على 868 لكل ألف من الفضة. يحتوي الخليط المستخدم في عملات البنس على 750 من الفضة لكل ألف.
عندما ربطت الماركا بالذهب في عام 1877، سكت عملات معدنية بقيمة 10 و20 ماركا من الذهب. صنعت من خليط يحتوي على 90% من الذهب و 10% من النحاس. العملة الذهبية من فئة 20 ماركا (6.45 غرام) تحتوي على 5 و25/31 غرام من الذهب الخالص، والباقي كان من النحاس. احتوت عملة العشرة ماركات على نصف هذا المقدار من الذهب، أي 2 و28/31 غرام من الذهب الخالص.
بعد الحرب العالمية الأولى، توقفت إصدارات الفضة والذهب و طرحت عملات النحاس والنيكل 25 بنسًا و50 بنسًا و1 مارك في عام 1921، تلاها عملات من الألومنيوم والبرونز 5 مارك و10 مارك و20 مارك بين عامي 1928 و1931. خلال الحرب العالمية الثانية، حل النحاس محل النيكل نحاسي في 25 بنسًا و50 بنسًا و1 مارك، تلا ذلك إصدار من الحديد 10 بنسات و25 بنسًا و50 بنسًا و1 مارك. وشهدت هذه الفترة أيضًا إصدار عملات معدنية مثقوبة 5 بنسات و10 بنسات.
| الفئة  | السنوات | الصورة        | الصورة        | المادة           | الحجم   | وجه العملة                                            | العكس                                     | المصمم       |
| ------ | ------- | ------------- | ------------- | ---------------- | ------- | ----------------------------------------------------- | ----------------------------------------- | ------------ |
| 1 p    | 1919–24 |               |               | نحاس             | 14 mm   | الأسد المتوحش والتاريخ                                | الفئة محاطة بالورود الشعارية              | إيزاك سونديل |
| 5 p    | 1918–40 |               |               | نحاس             | 18 mm   | الأسد المتوحش والتاريخ                                | الفئة محاطة بالورود الشعارية              | إيزاك سونديل |
| 5 p    | 1941–43 |               |               | نحاس             | 16 mm   | وردة شعارية، إكليل من شجرة التنوب، ثقب مركزي وتاريخ   | الفئة، وردتان شعاريتان وثقب مركزي         | إيزاك سونديل |
| 10 p   | 1919–40 |               |               | نحاس             | 22 mm   | الأسد المتوحش والتاريخ                                | الفئة محاطة بالورود الشعارية              | إيزاك سونديل |
| 10 p   | 1941–43 |               |               | نحاس             | 18.5 mm | وردة شعارية، إكليل من شجرة التنوب، ثقب مركزي والتاريخ | الفئة، وردتان شعاريتان وثقب مركزي         | إيزاك سونديل |
| 10 p   | 1943–45 |               |               | حديد             | 16 mm   | وردة شعارية، إكليل من شجرة التنوب، ثقب مركزي والتاريخ | الفئة، وردتان شعاريتان وثقب مركزي         | إيزاك سونديل |
| 25 p   | 1921–40 |               |               | النحاس والنيكل   | 16 mm   | الأسد المتوحش والتاريخ                                | الفئة محاطة بمسامير الجاودار              | إيزاك سونديل |
| 25 p   | 1940–43 |               |               | نحاس             | 16 mm   | الأسد المتوحش والتاريخ                                | الفئة محاطة بمسامير الجاودار              | إيزاك سونديل |
| 25 p   | 1943–45 |               |               | حديد             | 16 mm   | الأسد المتوحش والتاريخ                                | الفئة محاطة بمسامير الجاودار              | إيزاك سونديل |
| 50 p   | 1921–40 |               |               | النحاس والنيكل   | 18.5 mm | الأسد المتوحش والتاريخ                                | الفئة محاطة بمسامير الجاودار              | إيزاك سونديل |
| 50 p   | 1940–43 |               |               | نحاس             | 18.5 mm | الأسد المتوحش والتاريخ                                | الفئة محاطة بمسامير الجاودار              | إيزاك سونديل |
| 50 p   | 1943–48 |               |               | حديد             | 18.5 mm | الأسد المتوحش والتاريخ                                | الفئة محاطة بمسامير الجاودار              | إيزاك سونديل |
| 1 mk   | 1921–24 | 1 mk obverse  | 1 mk reverse  | النحاس والنيكل   | 24 mm   | الأسد المتوحش والتاريخ                                | الفئة محاطة بأغصان الصنوبر                | إيزاك سونديل |
| 1 mk   | 1928–40 |               |               | النحاس والنيكل   | 21 mm   | الأسد المتوحش والتاريخ                                | الفئة محاطة بأغصان الصنوبر                | إيزاك سونديل |
| 1 mk   | 1940–51 |               |               | نحاس             | 21 mm   | الأسد المتوحش والتاريخ                                | الفئة محاطة بأغصان الصنوبر                | إيزاك سونديل |
| 1 mk   | 1943–44 |               |               | حديد             | 21 mm   | الأسد المتوحش والتاريخ                                | الفئة محاطة بأغصان الصنوبر                | إيزاك سونديل |
| 5 mk   | 1928–46 | 5 mk obverse  | 5 mk reverse  | برونز الألومنيوم | 23 mm   | شعار النبالة الفنلندي داخل إكليل الصنوبر والتاريخ     | نقش سومين تاسافالتا، إكليل الصنوبر والفئة | إيزاك سونديل |
| 5 mk   | 1946–52 |               |               | النحاس الاصفر    | 23 mm   | شعار النبالة الفنلندي داخل إكليل الصنوبر والتاريخ     | نقش سومين تاسافالتا، إكليل الصنوبر والفئة | إيزاك سونديل |
| 10 mk  | 1928–39 | 10 mk obverse | 10 mk reverse | برونز الألومنيوم | 27 mm   | شعار النبالة الفنلندي داخل إكليل الصنوبر والتاريخ     | نقش سومين تاسافالتا، إكليل الصنوبر والفئة | إيزاك سونديل |
| 20 mk  | 1931–39 | 20 mk obverse | 20 mk reverse | برونز الألومنيوم | 31 mm   | شعار النبالة الفنلندي داخل إكليل الصنوبر والتاريخ     | نقش سومين تاسافالتا، إكليل الصنوبر والفئة | إيزاك سونديل |
| 100 mk | 1926    |               |               | الذهب 900        | 18.5 mm | نقش سومي فنلندا، الأسد المنتشر والتاريخ               | الفئة محاطة بأغصان شجرة التنوب            | إيزاك سونديل |
| 200 mk | 1926    |               |               | الذهب 900        | 22.5 mm | نقش سومي فنلندا، الأسد المنتشر والتاريخ               | الفئة محاطة بأغصان شجرة التنوب            | إيزاك سونديل |

أوقف إنتاج جميع العملات المعدنية التي تقل قيمتها عن مارك واحد بحلول عام 1948. في عام 1952، قدمت عملة جديدة، بحديد أصغر (مطلي بالنيكل لاحقًا) 1 mk و 5 عملات معدنية من فئة mk إلى جانب 10 من البرونز والألومنيوم م ك، 20 mk و 50 عملات معدنية من فئة mk و (منذ عام 1956) فضة 100 mk و 200 طوائف mk. استمر إصدار هذه العملة حتى إدخال الماركا الجديدة في عام 1963.

### ماركا الثانية
استبدلت العملات المعدنية والأوراق النقدية القديمة بأخرى جديدة بمعدل 100:1.

#### السلسلة الأولى
تألفت سكة الماركا الجديدة في البداية من ست فئات: 1 (برونزية، ثم ألومنيوم)، 5 (برونزية، ثم ألومنيوم)، 10 (برونزية ألومنيوم، ثم ألومنيوم)، 20 و50 بينيا (برونزية ألومنيوم)، وماركا واحدة (فضية، ثم نيكل نحاسي). كان تصميم العملات الجديدة (1963) مطابقًا لتصميمات الإصدار الأخير من الماركا القديمة، ولكن بفئات جديدة (أي بنس واحد بدلًا من مارك واحد، وهكذا).

منذ عام 1972، الألومنيوم والبرونز 5 كما إصدر mk.

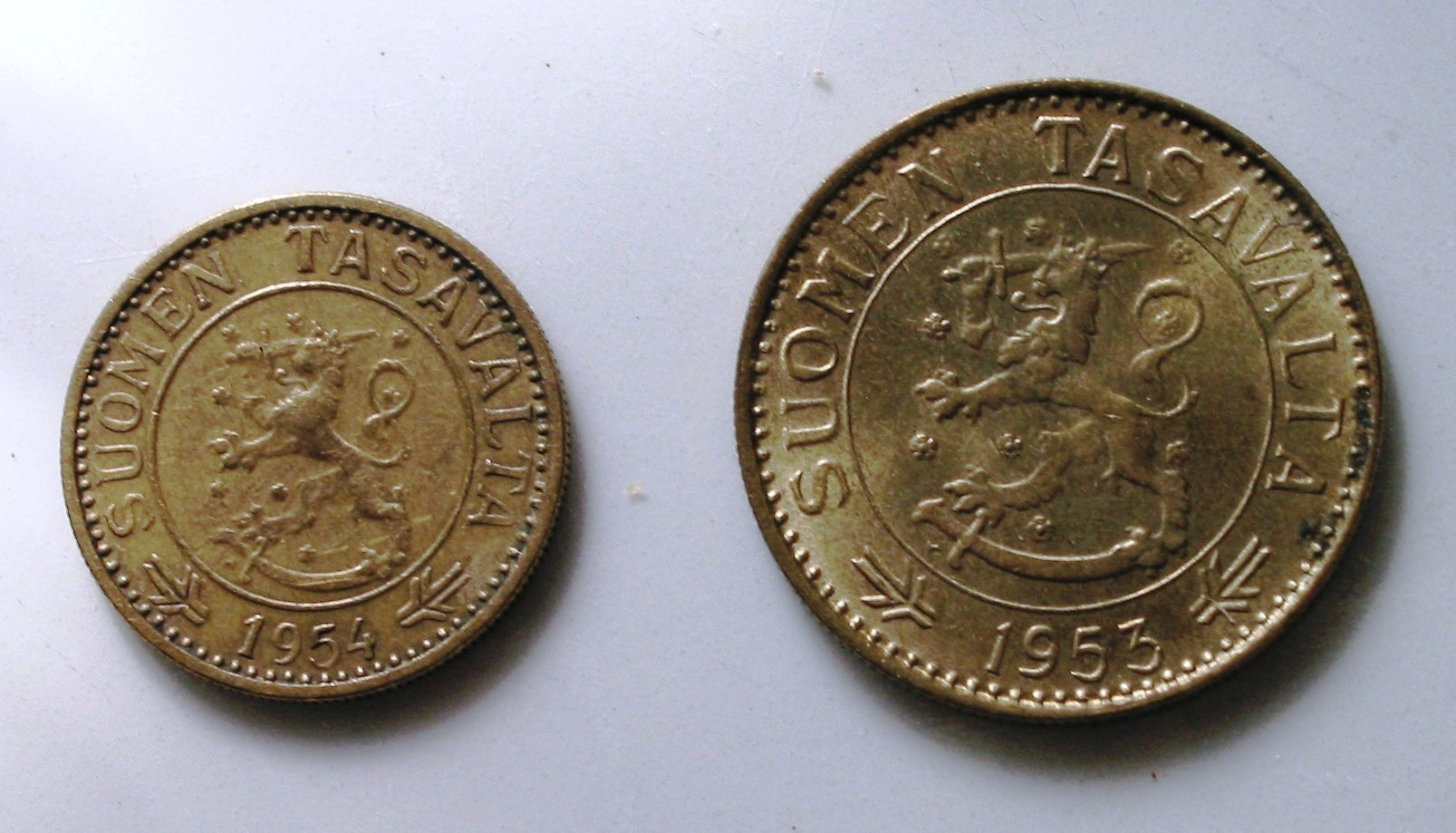
10 مارك (1954) و 50 مارك (1953)
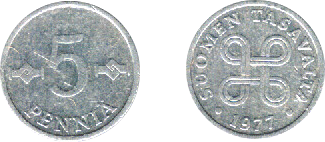
5 مربع حلقي (1977)
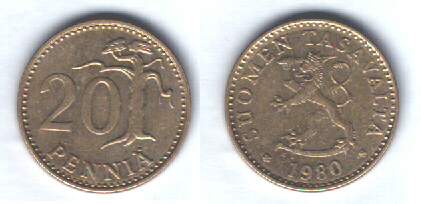
20 صفحة (1980)

#### السلسلة الثانية
تضمنت السلسلة الأخيرة من عملات المارك الفنلندية خمس عملات معدنية (مدرجة بقيم اليورو النهائية، مقربة إلى أقرب سنت):
- 10 بنسات (نيكل نحاسي) - قرص عسل على الوجه الخلفي وزهرة زنبق الوادي على الوجه الأمامي = 0.02 يورو
- 50 بنسًا (نيكل نحاسي) - طحلب غطاء الشعر على الوجه الخلفي ودب على الوجه الأمامي = 0.08 يورو
- 1 mk (ألومنيوم-برونز) - القيمة مع نمطين فنلنديين تقليديين على الوجه الخلفي وشعار النبالة الفنلندي على الوجه الأمامي = 0.17 يورو
- 5 mk (ألومنيوم-برونز) – ورقة نيلوفرية ويعسوب على الوجه الخلفي وختم سايما على الوجه الأمامي = 0.84 يورو
- 10 mk ( عملة معدنية ثنائية المعدن، مركز من الألومنيوم والبرونز وحلقة من النحاس والنيكل) - أغصان شجرة روان وتوت على الوجه الخلفي وطائر ديك الخلنج على الوجه الأمامي = 1.68 يورو

## الأوراق النقدية
يغطي هذا القسم آخر سلسلة تصميم للماركا الفنلندية، التي صممها Torsten Ekström في ثمانينيات القرن العشرين والمصمم الفنلندي إريك بروون وأصدر في عام 1986.
في هذه السلسلة الأخيرة من الأوراق النقدية، استخدم بنك فنلندا صورة فوتوغرافية لـ Väinö Linna على الورقة النقدية العشرين. ملاحظة mk دون إذن من أصحاب حقوق الطبع والنشر. ولم يكشف عن ذلك إلا بعد استخدام عدة ملايين من الأوراق النقدية. دفع البنك 100000 (€17,000) تعويضًا لأصحاب الحقوق.

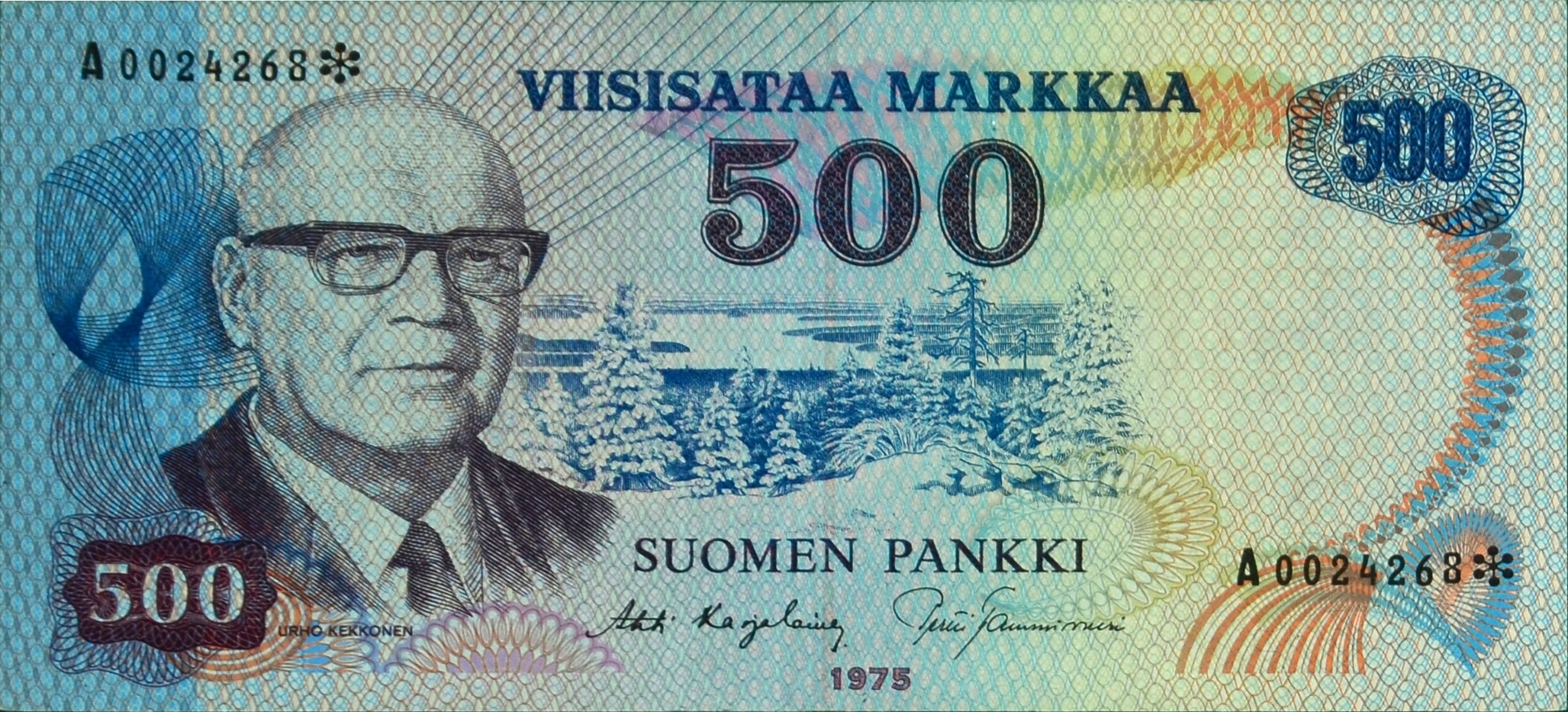
أورهو ككونن في سباق 500 متر مذكرة mk من عام 1975

سلسلة تصميم الأوراق النقدية قبل الأخيرة، التي صممها تابيو فيركلا، قدمت في عام 1955 وراجعت في إصلاح عام 1963. كانت هذه أول سلسلة تصور أشخاصًا حقيقيين محددين بدلاً من شخصيات رمزية. ومن بين هؤلاء يوهو كوستي باسيكيفي في اليوم العاشر mk، KJ Ståhlberg على 50 mk، JV Snellman على 100 عضو الكنيست، وبشكل مثير للجدل، أورهو ككونن على الـ 500 mk، إضيف في عام 1975 للاحتفال بعيد ميلاد الرئيس الخامس والسبعين. على عكس سلسلة إريك بروين، لم تصور هذه السلسلة أي مواضيع أخرى من الحياة الواقعية، بل فقط الزخارف المجردة بالإضافة إلى تصوير الأشخاص. كانت النكتة الشائعة في ذلك الوقت هي تغطية وجه باسيكيفي باستثناء أذنه ومؤخرة رأسه في اليوم العاشر. ملاحظة mk، تنتهي بشيء يشبه الفأر، ويقال أنه الرسم التوضيحي الوحيد للحيوان في السلسلة بأكملها.
طرحت الأوراق النقدية الأقدم، والتي صممها إلييل سارينن، في عام 1922. كما صوروا أشخاصًا، ولكنهم كانوا رجالًا ونساءً عاديين، ولم يمثلوا أي أفراد محددين. إن حقيقة تصوير هؤلاء الرجال والنساء عراة تسببت في جدل بسيط في ذلك الوقت.

## عملات ماركا فنلندية تذكارية (عملات لهواة الجمع)

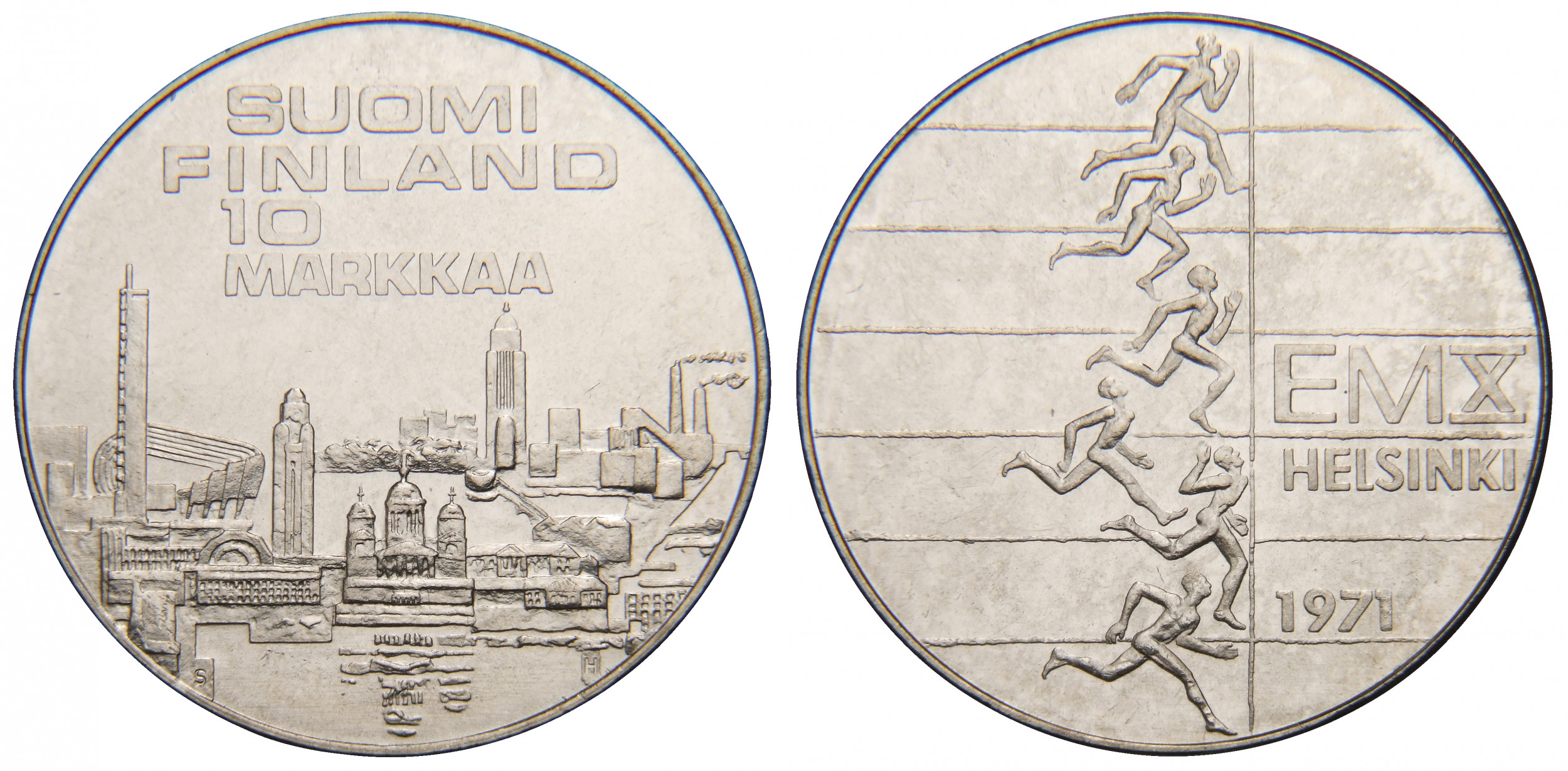
بطولة أوروبا لألعاب القوى 10mk X (1971)
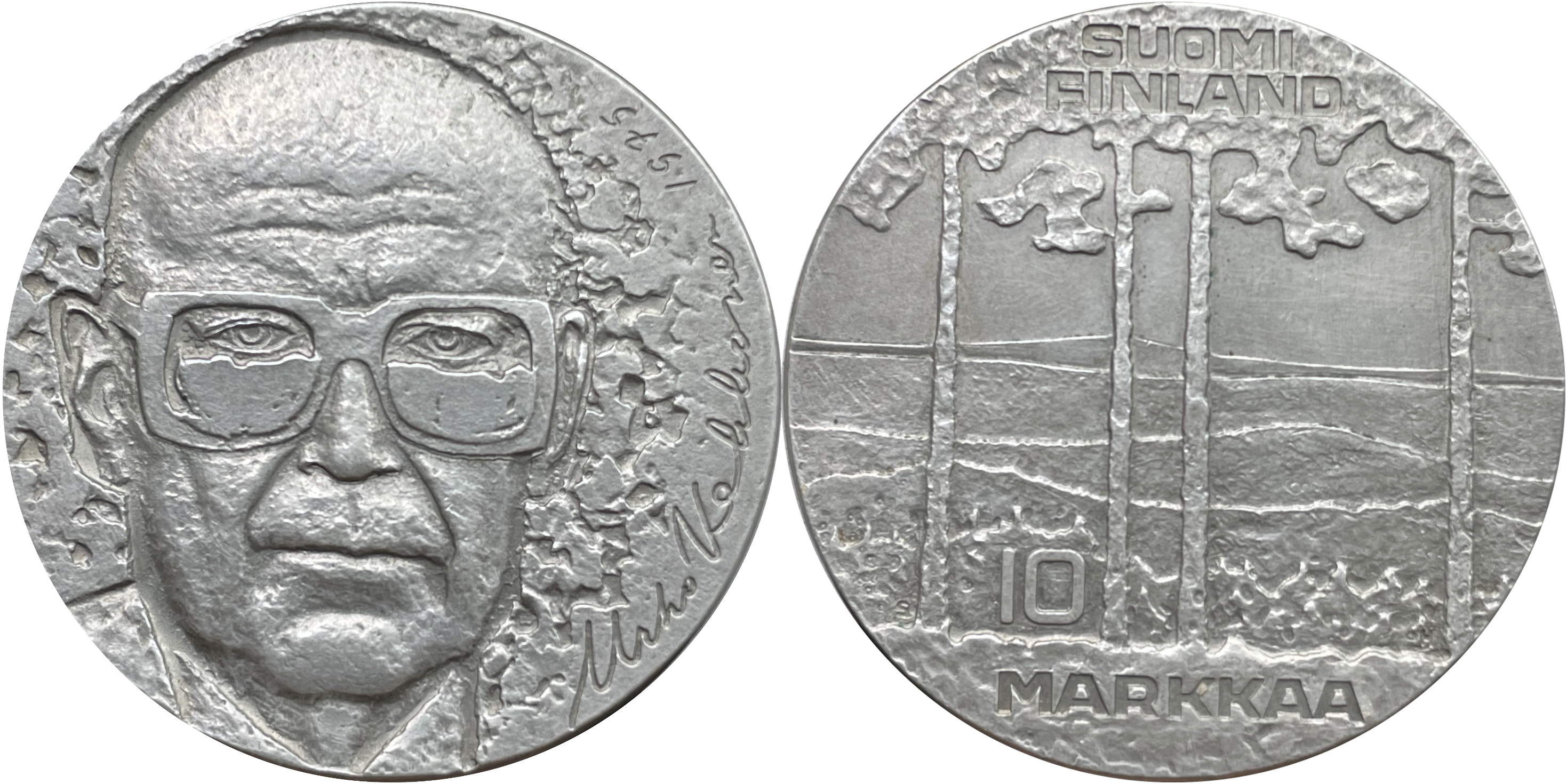
رئيس 10mk أورهو كيكونن (1975)
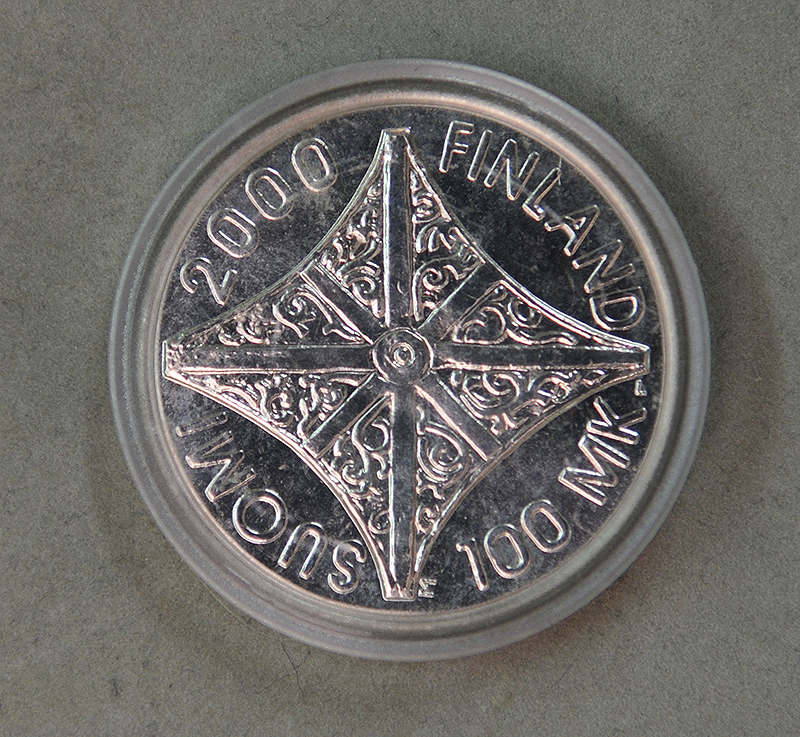
100 مليون كيلو بايت فرحة العام (2000)

## أوراق نقدية من اليورو
بحلول نهاية عام 2001، أصبحت فنلندا مجتمعًا خاليًا من النقود نسبيًا. دفعت معظم المعاملات إما باستخدام 100 ورقة نقدية أو بطاقة خصم. كان هناك 4 ملايين ورقة نقدية من فئة 500 mk و 1000 أوراق نقدية من فئة mk لبلد يبلغ عدد سكانه أكثر من 5 ملايين نسمة. وكان هناك حوالي 19 ورقة نقدية لكل فرد من الفئة الأصغر، ليصل المجموع إلى 241 يورو لكل ساكن. من أجل تقديم اليورو، أنتج البنك المركزي الأوروبي 8,020 مليون يورو في الأوراق النقدية قبل التحول.
خلال الأسابيع الأولى من عام 2002، كان استبدال فنلندا للأوراق النقدية الوطنية السابقة بأوراق اليورو النقدية من أسرع الإجراءات في منطقة اليورو. وسُددت ثلاثة أرباع المدفوعات النقدية باليورو بالفعل في نهاية أسبوع التحويل الأول. وكان من الممكن استبدال العملات المعدنية والأوراق النقدية التي كانت سارية المفعول وقت تقاعد الماركا باليورو حتى 29 فبراير 2012. واليوم، لا قيمة لعملات الماركا النقدية والأوراق النقدية إلا كمقتنيات.

## روابط خارجية
- نظرة عامة على الماركا من بي بي سي
- الأوراق النقدية والعملات الفنلندية التاريخية في بنك فنلندا
- الخطوط العريضة للتاريخ الفنلندي - هذه هي فنلندا
- تاريخ ماركا الفنلندية (1860–2002)
- الأوراق النقدية التاريخية من فنلندا (بالإنجليزية والألمانية)

| سبقه روبل روسي | عملة فنلندا 1860–2002 | تبعه يورو |